# 第7師団 (コロンビア軍)
第7師団（西：Séptima Division）は、コロンビア陸軍の師団の一つ。司令部はメデジン。管轄区域はアンティオキア県、コルドバ県、チョコ県の一部。5個旅団を隷下に治める。第4旅団はメデジンに駐屯、第11旅団はモンテリア（Monteria）に駐屯、第14旅団はプエルト・ベリオ（Puerto Berrio）に駐屯、第17旅団はカレパ・アンティオキア（Carepa Antioquia）に駐屯、第11機動旅団はモンテリアに駐屯する。

## 部隊編成

### 第4旅団
- 第4機械化騎兵群「フアン・デル・コラル」（"Juan del Corral"）
- 第10歩兵大隊「コロネル・アテナシオ・ヒラルドット」（"Coronel Atanasio Girardot"）
- 第11歩兵大隊「カシケ・ヌティバラ」（"Cacique Nutibara"）
- 第32歩兵大隊「ヘネラル・ペドロ・フスト・ベリオ」（"General Pedro Justo Berrio"）
- 第4砲兵大隊「コロネル・ホルヘ・エドゥアルド・サンチェス・ロドリゲス」（"Coronel Jorge Eduardo Sanchez Rodríguez"）
- 第4工兵大隊「ヘネラル・ペドロ・ネル・オスピナ」（"General Pedro nel Ospina"）
- 第4対ゲリラ戦大隊「グラナデーロス」（"Granaderos"）
- 第4戦闘任務支援大隊「ブリガディエルヘネラル・ハイメ・ポラニナ・プジョ」（"BG. Jaime Polanía Puyo"）
- 第2交通統制自動車化中隊
- 合同任務部隊「アトラト」 （"Atrato"）
- 市街地対テロ特殊部隊群組織

特殊部隊 
- オリエンテ拉致対策警察隊群
- アンティオキア拉致対策警察隊群

### 第11旅団
- 第31歩兵大隊　在リフレス（Rifles）
- 第33歩兵大隊　在フニン（Junín）
- 第5エネルギー計画・交通大隊
- 第11戦闘任務支援大隊
- 合同任務部隊「スクレ」（Sucre）
- 第10対ゲリラ戦大隊
- 第11対ゲリラ戦大隊

### 第14旅団
- 第3歩兵大隊「バタジャ・デ・バルブラ」（"Batalla de Bárbula"）
- 第42歩兵大隊「バタジャ・デ・ボンボラ」（"Batalla de Bomboná"）
- 第14工兵大隊「バタジャ・デ・カリビオ」（"Batalla de Calibío"）
- 第14戦闘任務大隊「カシケ・ピパトン」（"Cacique Pipatón"）
- 第8エネルギー計画・交通大隊

### 第17旅団
- 第46歩兵大隊
- 第47歩兵大隊
- 第33対ゲリラ戦大隊
- 第17工兵大隊
- 第17戦闘任務支援大隊

### 第11機動旅団
- 第79対ゲリラ戦大隊「サルヘントビセプリメロ・エルナンド・コンビタ・サラサール」（"Sargento Viceprimero Hernando Combita Salazar"）
- 第80対ゲリラ戦大隊「テニエンテ・アルバロ・エルナン・ボナニャス・ボニーニャ」（"Teniente Alvaro Hernan Bolaños Bonilla"）
- 第81対ゲリラ戦大隊「カピタン・アントニオ・マリア・カバリェロ・ムニョス」（"Capitán Antonio María Caballero Muñoz"）
- 第82対ゲリラ戦大隊「マジョル・アスベルト・エミリオ・コゴリョ・エレナンデス」（"Mayor Hasbet Emilio Cogollo Hernández"）
- 第33戦闘任務支援中隊